# Кольонія-Пенцлавиці
Кольонія-Пенцлавиці (пол. Kolonia Pęcławice) — село в Польщі, у гміні Боґорія Сташовського повіту Свентокшиського воєводства.
Населення — 141 особа (2011).
У 1975—1998 роках село належало до Тарнобжезького воєводства.

## Демографія
Демографічна структура на день 31 березня 2011 року:
|          | Загалом | Допрацездатний вік | Працездатний вік | Постпрацездатний вік |
| -------- | ------- | ------------------ | ---------------- | -------------------- |
| Чоловіки | 65      | 15                 | 46               | 4                    |
| Жінки    | 76      | 15                 | 51               | 10                   |
| Разом    | 141     | 30                 | 97               | 14                   |